# Truid Aagesen
Truid Aagesen (auch: Truid Ågesen, Theodoricus Sistinus, Theodorico Sistino, Trudo Haggaei Malmogiensis; vor 1593 – nach 1625) war ein dänischer Komponist und Organist, der am Hof in dänischen Königs Christian IV. diente. Er ist insbesondere für seine dreistimmigen Kanzonen bekannt, die einen Einblick in die musikalische Kultur Dänemarks während der Renaissance bieten.

## Leben
Über das frühe Leben Aagesens ist wenig bekannt. Der Name Malmogiensis zeigt an, dass er aus Malmö stammt. Er soll mehrere Jahre in Deutschland und Italien ausgebildet worden sein. Der Jesuitenpater Laurentius Nicolai Norvegus bezeichnet Aagesen als seinen Schüler. Vermutlich besuchte er die Jesuitenschule in Graz. Im März 1593 hielt er sich in Wittenberg auf. Hier schrieb er einen musikalischen Abschied für einen Mitstudenten, den späteren Rat Nils Krag. Am 23. Juni 1593 wurde er Organist an der Frauenkirche in Kopenhagen. In der Anstellungsurkunde ist aufgeführt, dass er von dänischer Geburt war. Er erhielt verschiedene Gunstbeweise des Königs, unter anderem eine kostenlos zur Verfügung gestellte Wohnung – ein Zeichen dafür, dass er als Künstler ein gewisses Ansehen im Königshaus genoss. Gemeinsam mit den Hofmusikern Melchior Borchgrevinck und Wilhelm Egbertsen und den Lehrlingen Hans Nielsen und Mogens Pedersøn wurde er 1599 bis 1600 zu Studienzwecken nach Venedig zu Giovanni Gabrieli gesandt.
Er war königlicher Gesandter Christians IV. mit verschiedenen musikalischen Aufgaben. Dies erleichterte ihm, seine katholischen Kontakte im Ausland aufrechtzuerhalten. So reiste er im Jahr 1600 in königlicher Mission  nach Prag. Katholik scheint er nur im Geheimen gewesen zu sein. In Kopenhagen soll er für heimkehrende Jesuitenschüler Anlaufstelle und Treffpunkt gewesen sein. Nach solch einem Treffen kam es zu einer öffentlichen Schlägerei auf der Straße, die in den Protokollen des Konsistoriums bezeugt wurden.
Nachgewiesen, veröffentlicht und erhalten sind seine dreistimmigen Kanzonen, die er 1608 in Hamburg unter seinem latinisierten Namen Theodoricus Sistinus bei Philipp von Ohr („excudebantur typis“) und Samuel Jauch („impensis“) drucken ließ. Man nimmt an, dass er zwischen 1609 und 1611 engeren Kontakt zum Hof des Königs hatte. Zusätzlich zu seinem kirchlichen Einkommen für den Organistendienst erhielt er vermutlich als Unterrichtsentgelt Zuwendungen aus der königlichen Staatskasse erhielt. Die Wohnung, die bis dahin dem Schlossprädikanten vorbehalten war, wurde ihm zugeteilt. 1613 veröffentlichte der dänische König einen Erlass, in dem er festlegte, dass alle Personen der „papistischen Religion“ Dänemark zu verlassen hatten. Aagesen stand seit 1604 im Verdacht, auf der Gehaltsliste des Papstes zu stehen. Sein Name tauchte im August in einem Prozess gegen einen norwegischen Jesuitenschüler namens Gjerpen auf. Da er vermutlich seinen katholische Gesinnung im Laufe der Zeit nicht mehr verbarg, verhandelte man im  Konsistorium der Universität in Kopenhagen, über seine Anstellung als Organist an der Frauenkirche. Am 15. September 1613 wurde aus diesem Amt entlassen und ins Exil geschickt.
Trotz dieser Quelle bezeugen einzelne spätere Quellen noch einen Aufenthalt in Kopenhagen, so erhielt er am 14. Oktober 1613 von der Universität ein mit Auszeichnungen versehenes Zeugnis und am Michaelstag (29. September) 1615 eine Lohnzahlung. Von da an wird Johan Meincke als sein Nachfolger als Organist der Frauenkirche geführt. Erst 1625 weisen ihn historische Quellen wieder mit Frau und Kindern in Danzig in Polen nach, einem beliebten Ziel exilsuchender, dänischer Katholiken.  Sein Schicksal war den dänischen Recusanten so wichtig, dass am 23. Januar 1626 seine Notlage bei einer Sitzung der Congregatio de Propaganda fide in Gegenwart Papst Urbans VIII. vorgetragen wurde.

## Werke
- Cantiones trium vocum. Hamburg 1608. Unter dem latinisierten Namen Theodoricus Sistinus veröffentlichte Truid Aagesen zweiundzwanzig italienische Cantiones für drei Stimmen.[Digitalisat 1]RISM ID: 990059907 Exemplare befinden sich in der  Proskeschen Musikabteilung der Bischöflichen Zentralbibliothek Regensburg, der British Library in London und der Biblioteka Gdańska Polskiej Akademii Nauk [Danziger Bibliothek der Polnischen Akademie der Wissenschaften]. Im zweiten Band von Dania Sonans. Kilder til Musikkens Historie i Danmark wurden sie 1966 vom dänischen Musikwissenschaftler Jens Peter Jacobsen (* 1931) neu herausgegeben.
  - Nr. 1 O chiome rilucenti
  - Nr. 2 Hor chio hor
  - Nr. 3 Non saró piu
  - Nr. 4 Crudel lascia
  - Nr. 5 Donna Gentil’
  - Nr. 6 Se dunque voi (1. Version)
  - Nr. 7 Caro dolce
  - Nr. 8 Ecco novel’ amor
  - Nr. 9 Ite caldi sospir’
  - Nr. 10 Amatemi ben mio, Text: Torquato Tasso[15]
  - Nr. 11 Non mi doglio
  - Nr. 12 I liet’ amanti
  - Nr. 13 Sei vostro volto
  - Nr. 14 Voi pur vedete
  - Nr. 15 Se dunque voi (2. Version)
  - Nr. 16 Mentre Barbara
  - Nr. 17 Fra speranza
  - Nr. 18 Menand’ un giorno
  - Nr. 19 Cantate ninf’ intorno
  - Nr. 20 Emilia
  - Nr. 21 Tu ti parti
  - Nr. 22 Lucretia mia
- Missa Baci amorosi für fünf Stimmen. Nach 1613; nicht veröffentlicht. Erhalten in Abschrift sind nur Kyrie und Gloria und drei der fünf Stimmen: Diskant, Alt und Tenor.[6][7][14][16]RISM ID: 305000617 Eine Kopie des Manuskripts befindet sich in der Biblioteka Gdańska Polskiej Akademii Nauk. Es ist Teil einer Sammlung des Henricus Lampadius, die zuvor im Besitz der Bartholomäuskirche war.
- Musikalischer Eintrag ins Stammbuch des späteren Reichsrates Nils Krag, Wittenberg, März 1593.
- Canon (nicht veröffentlicht)[14]
- Im Katalog der Musikdrucke aus der Zeit der Kasseler Hofkapelle von 2005 sind weitere drei Werke Truid Aagesen zugeordnet und mit den Textanfängen aufgenommen: I. Completi sunt dies Mariae a 5 [„Erfüllt sind die Tage Mariens“] aus der Vigil zu Weihnachten, II. Sex sunt, qui odit Dominus a 7 [„Es sind sechs Dinge, die der Herr hasst“] Spr 6, 16 und  III. Cor machinans cogationes.[17]

## Einspielungen (aus „Cantiones trium vocum“)
- Nr. 12 I liet’ amanti; Nr. 17 Fra speranza; Nr. 20 Emillia mia gentile. In: „De danske madrigalister“; Kammerchor Camerata Ltg. Per Enevold; EMI DMA 015; 1976[18]
- Nr. 20 Emilia. In: „Det Kgl. Kapels Messingkvintet“, Det Kongelige Kapels Messingkvintet [Blechbläserquintett der königlichen Kapelle]; Point PMC 5036; 1980[19]
- Nr. 20 Emilia. In: „Danish Brass Music from 400 years“; arr. Mogens Andresen; Royal Danish Brass, 1984.[20]
- Nr. 4 Crudel lascia sto core. In: „Music from the time of Christian IV“. und „The Madrigal from the south to the North“; The Consort of Musicke; Ltg. Anthony Rooley; Sopran: Emma Kirkby; BIS CD-392; 1988.[21][22]
- Nr. 5 Donna Gentil’. In: „The queen’s goodnight: lute music from the royal Danish court of Christian the Fourth“; Harlekin HMLP 4338; 1988.[23]
- Nr. 5 Donna gentil’; Nr. 10 Amatemi ben mio; Nr. 16 Mentre Barbara.[24] Drei Madrigale zu drei Stimmen, aus Cantiones trium vocum. In: „Scandinavia sonans – Musik aus Nordeuropa vom Mittelalter bis zur Klassik“; Cantus Cölln, Konrad Junghänel; 1992.[25]
- Nr. 20 Emilia mia gentile und Nr. 19 Cantate Ninf’ intorno. In: „Cantate Horsens Amtsgymnasium“; Ltg. Hans-Henrik Deichmann; 2000.[26]
- Nr. 20 Emilia. In: „Club Renaissance“; In the House ITHCD 00532006[27]
- Nr. 21 Tu ti parti cor mio. In: „Douçaine among friends: live at St. John’s Cathedral“; Aage Nielsen, Dulzian; The college of Idaho Chamber singers; Ltg. Sean Rogers; Rampur Records 358579; 2009[28]
- Aagesen for Strings, Breve Orchestra (mit virtuellen Instrumenten), 2022. I Amatemi ben mio, II Cantate ninfe, III Caro dolce, IV Crudel lascia V, Donna Gentil’ VI, Ecco novel’ amor

## Digitalisate
1. ↑  Cantiones trium vocum. Digitalisat in Det Kongelike Bibliotek